# Johannes Falke
Johannes Friedrich Gottlieb Falke, född 10 april 1823 i Ratzeburg, död 2 mars 1876 i Dresden, var en tysk historieskrivare och nationalekonom. Han var bror till Jacob von Falke och farbror till Gustav Falke.
Falke anställdes 1855 vid Germanisches Museum i Nürnberg och utgav där 1856–59, tillsammans med Johannes H. Müller, "Zeitschrift für deutsche Kulturgeschichte" (ny följd 1872-75). År 1862 blev han sekreterare och 1864 statsarkivarie vid Hauptstaatsarchiv i Dresden. Hans främsta arbeten är Geschichte des deutschen Handels (två band, 1859-60) och Geschichte des deutschen Zollwesens (1869), hans huvudarbete. Han utarbetade grundliga tabeller över varupriserna.